# 岬五棘鯛
岬五棘鯛（學名：Pentaceros capensis），為輻鰭魚綱鱸形目鱸亞目五棘鯛科的其中一種，分布於東南大西洋至西印度洋海域，包括南非、莫三比克至留尼旺，深度70-300公尺，本魚眼大，吻略突出，口小，體略呈方形，體色為褐色，背鰭硬棘12-13枚；背鰭軟條12-13枚；臀鰭硬棘4-9枚；臀鰭軟條7-9枚，體長可達35公分，棲息在大陸棚底層水域，生活習性不明，可做為食用魚。
其种加词“capensis”意为“南非开普省的/好望角的”。